# Gimme Hope Jo’anna
«Gimme Hope Jo'anna» — сингл британского музыканта Эдди Гранта в жанре регги. Композиция была написана как протест против апартеида. Она была запрещена к воспроизведению в ЮАР, но несмотря на это получила широкую популярность у чернокожего населения страны.

## О песне
Композиция была записана в 1988 году. Автором музыки и текста выступил сам Грант. Он же занялся продюсированием сингла, первого с альбома File Under Rock. Композиция была положительно принята слушателями. Во Франции она получила сертификацию серебряной. Она участвовала в недельных чартах многих европейских стран, и возглавила два из них: Дании и Испании. В годовом чарте Швейцарии она заняла второе место.
Название «Gimme Hope Jo'anna» (рус. Дай мне надежду, Йоханне) отсылает к городу ЮАР Йоханнесбург. Песня была написана как протест против апартеида. В 2008 году Грант в знак признания его деятельности против апартеида был приглашён выступать на 90-летии Нельсона Манделы.
Песня вновь стала набирать популярность и транслироваться по радио в 2000-х годах как знак протеста против экономической ситуации в Зимбабве.

## Чарты
Недельные чарты
| Чарты (1988)   | Высшая позиция |
| Австрия        | 2              |
| Дания          | 1              |
| Франция        | 8              |
| Германия       | 4              |
| Испания        | 1              |
| Швеция         | 8              |
| Швейцария      | 2              |
| Великобритания | 7              |

Годовые чарты
| Годовые чарты (1988) | Позиция |
| -------------------- | ------- |
| Австрия              | 20      |
| Дания                | 10      |
| Швейцария            | 2       |

## Список композиций
| 7" сингл 1. «Gimme Hope Jo’Anna» — 3:47 2. «Say Hello to Fidel» — 4:41 12" макси 1. «Gimme Hope Jo’Anna» — 3:47 2. «Say Hello to Fidel» — 4:41 3. «Living on the Frontline» (живое исполнение) |